# Пећки управни округ
Пећки управни округ је управни округ у административном систему Републике Србије, на подручју Аутономне Покрајине Косова и Метохије. Званично седиште округа налази се у граду Пећи, али окружна управа је почевши од 1999. године измештена и потом се налазила у оближњем Гораждевцу. У том периоду, функцију пећког окружног начелника обављали су: Јова Поповић (до 2001. године), Миливоје Рибаћ (2001-2004), Милисав Петровић (2004-2008), Стојан Дончић (2008-2013), Винка Радосављевић (2013-2020) и Мило Стевановић (од 2020. године).
Пећки управни округ обухвата општине: 
1. Општина Дечани, место Дечани
2. Општина Ђаковица, место Ђаковица
3. Општина Исток, место Исток
4. Општина Клина, место Клина
5. Општина Пећ, место Пећ

## Историја
За време постојања средњовековне српске државе, у Пећи се почевши од краја 13. века налазило седиште поглавара Српске православне цркве, који су столовали у Пећком манастиру. Током раздобља османске власти, у Пећи се налазило и седиште Пећког санџака. Након ослобођења Пећи (1912) и укључивања већег дела Метохије у састав тадашње Краљевине Црне Горе, формирана је Пећка област која је обухватала три капетаније (Пећка, Ђаковичка, Источка).
За време Краљевине СХС постојао је стари Метохијски округ (1918-1922) са седиштем у Пећи и надлежношћу над три среза (Пећки, Ђаковички, Источки). Читаво тo подручје укључено је 1922. године у састав новостворене Зетске области. У склопу нове обласне управе, пећко окружно начелство задржало је само надзорне функције над радом подручних срезова. Такво стање је опстало све до 1929. године, када је након укљувања тог подручја у састав новостворене Зетске бановине укинуто пећко окружно начелство, чији су срезови потпали под надлежност новоустановљеног окружног инспектората у Косовској Митровици. За време Другог светског рата, окупатори су 1941. године установили Пећку префектуру, која је функционисала све до ослобођења 1944. године.
Окружни ниво управе обновљен је посебном уредбом, коју је Влада Републике Србије донела 29. јануара 1992. године, а која је прописивала делокруг и начин вођења оних послова државне управе које министарства обављају изван својих седишта, у окрузима као подручним огранцима државне власти. Према тој уредби, Пећки округ је обухватао пет општина: Пећ, Дечани, Ђаковица, Исток, Клина. Према уредби Владе Републике Србије од 23. фебруара 2006. године, окрузи мењају име у управни окрузи.
На подручјима која улазе у састав Пећког округа, кретање укупног броја становника било је обележено убрзаним порастом: 276.193 (1971), 348.557 (1981), 414.187 (1991). Током новије историје, првобитна етничка слика тог простора знатно се променила, тако да након исељавања и протеривања Срба изразиту већину становништва на подручју Пећког округа данас чине Албанци.